# Les Wilson
Les Wilson, född den 14 februari 1952 i Whanganui, är en nyzeeländsk landhockeyspelare.
Han tog OS-guld i herrarnas landhockeyturnering i samband med de olympiska landhockeytävlingarna 1976 i Montréal.